# Gey

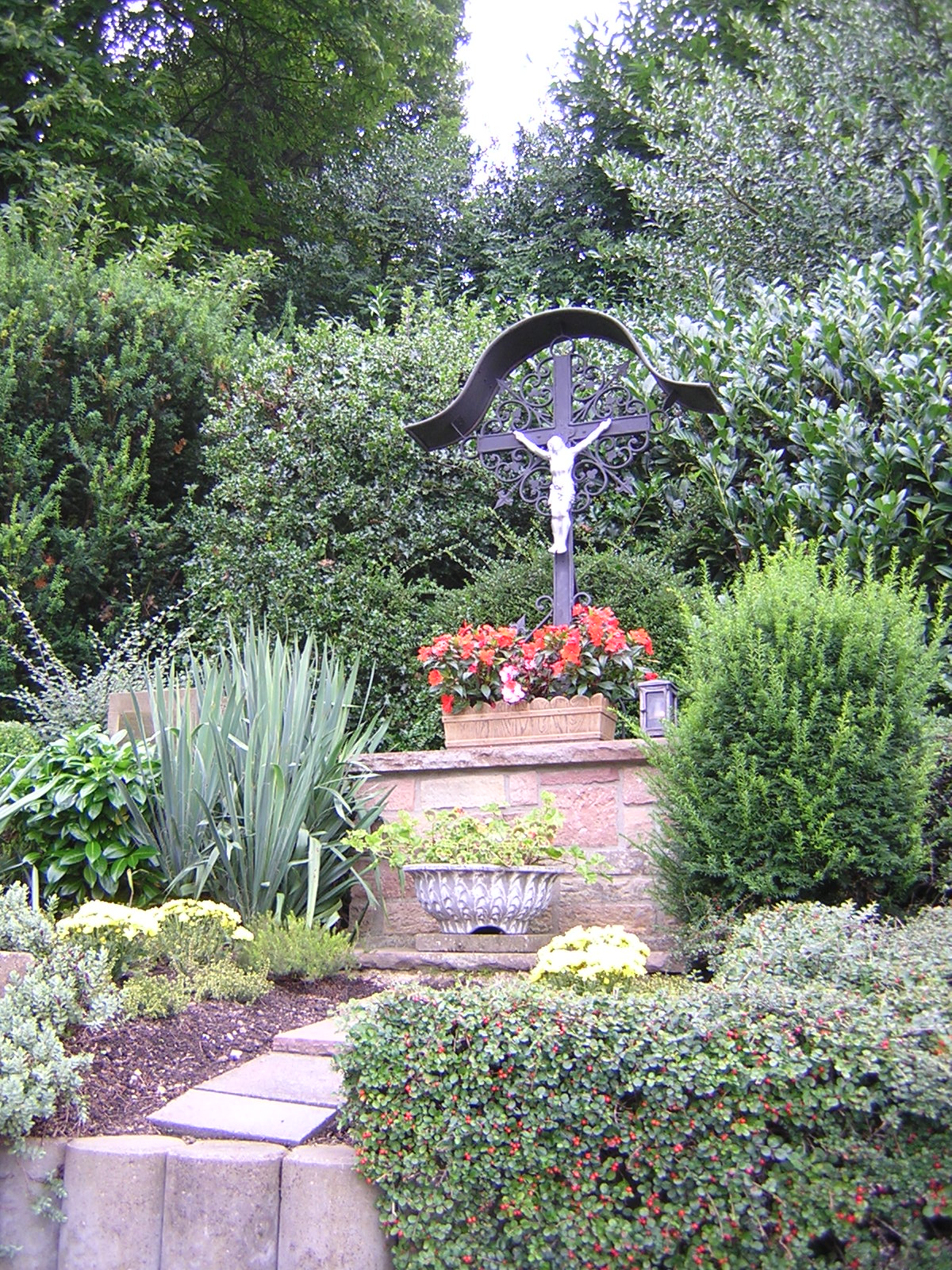
Kreuz an der Ecke Josef-Köller-Straße – Oberstraße

Gey ist ein Ortsteil von Hürtgenwald im Kreis Düren in Nordrhein-Westfalen.

## Lage
Gey liegt an der Grenze zum Nationalpark Eifel und dem Deutsch-Belgischen Naturpark Hohes Venn-Eifel südlich von Düren. Die Nachbardörfer sind Straß (Hürtgenwald) im Südosten, Großhau im Südwesten und Birgel (Düren) im Nordosten. Durch Gey verlief bis Dezember 2009 die Bundesstraße 399, welche durch eine Ortsumgehung ersetzt wurde, die seitdem östlich um den Ort herumgeführt wird.

## Geschichte
Schon während der Römerzeit tauchten in der Nähe des heutigen Forsthauses und in der Hormer Gegend erste römische Besiedlungen auf. Der Grund dafür lag wohl an den großen Blei- und Schiefervorkommen, die für viele die Existenzgrundlage bildeten.

### Herkunft des Namens
Über die Herkunft des Ortsnamens gibt es verschiedene Deutungen:
Zum einen soll dort zur Zeiten Karls des Großen ein Jagdgehege gewesen sein, das im Althochdeutschen mit „Gehagon“ oder „Gahagon“ benannt wurde. Daraus solle sich später der Name „Gey“ entwickelt habe.
Eine andere Theorie ist, dass der Name auf das althochdeutsche „gahi“ = „jäh“ zurückzuführen ist, da das Gebirge ober- und unterhalb von Gey stark abfällt.
Erstmals aufgetaucht ist der Name bereits 1387 in einem Schöffenprotokoll, in dem ein Dürener Schöffe namens Johann von der Geyen erwähnt wird. Ab 1476 wird der Ort in schriftlichen Dokumenten „in den Geyen“ benannt.
In einer Einigung der Jülicher Ritterschaft zum Erhalt des Jülicher Landrechts, v. 6. Dezember 1464, ist neben vielen anderen Rittern, ein Heinrich von Hocherbach (Hinrich van Hoegerbach) und einem Johann von Gronau (Joh. van Groenaue), auch ein  Hermann von Gey (Herm. van Geyen) aufgeführt.

### Der Ardbinna-Stein

Ardbinna-Stein in Gey

Eher unauffällig steht heute in der Nähe des Dorfplatzes eine Kopie des Ardbinna-Steines. Dieser wurde 1859 bei der Rodung des Beybusches im Anstieg aus dem heutigen Beytal gefunden. Da Gey in der Römerzeit noch zu dem Gebiet der Ardennen gehörte, setzte ihn der römische Dedikant Titus Julius Aequalis als Votivgabe an die Ardennengöttin Ardbinna, die ihn schützend durch den Bergwald geleitet hatte. Die Weihinschrift lautet übersetzt etwa „Diesen Stein setzte Titus Julius Aequalis der Göttin Ardbinna“. Gefolgt von der lateinischen Formel S(olvit) L(ibenter) M(erito), die mit „Er erfüllte damit gern und nach Gebühr das gemachte Gelübde“ übersetzt werden kann. Der Originalstein steht heute im Rheinischen-Landesmuseum Bonn.
Im Herbst 2007 widmete der Heimat-Wander- und Verkehrsverein Gey-Straß e. V. dem Stein den sogenannten Ardbinna-Wanderweg, auf dem man zahlreiche Zeugnisse aus der Vergangenheit der Orte Gey, Straß und Horm entdecken kann.

### Zweiter Weltkrieg
Im Rahmen der Schlacht im Hürtgenwald wurde Gey in der Allerseelenschlacht vom 2. bis 8. November 1944 völlig zerstört, die meisten Häuser bis in die Grundmauern. Die Pfarrkirche lag in Schutt und Asche: Es standen von ihr nur noch zwei etwa 1,80 m bis 2 m hohe Pfosten der großen Tür unter dem Rosenfenster. Dorf und die Umgebung waren von Minen, Blindgängern und Munitionsresten verseucht. In Gey und der unmittelbaren Umgebung ist von alldem heute nichts mehr zu erkennen.
Nach der Schlacht lagen viele gefallene Soldaten im Dorf. Sie wurden von den ersten Geyern, die aus der Evakuierung zurückkamen, sowie von an den Kämpfen beteiligten Soldaten geborgen. Die meisten Gefallenen wurden auf dem örtlichen Friedhof beigesetzt und nach dem Krieg auf den Ehrenfriedhof Hürtgen umgebettet.

### Neugliederung
Am 1. Juli 1969 schlossen sich die ehemals selbstständigen vom Amtsverband Straß-Bergstein verwalteten Gemeinden Bergstein, Brandenberg, Gey, Großhau, Hürtgen, Kleinhau und Straß freiwillig zur Gemeinde Hürtgenwald zusammen. Im Rahmen der kommunalen Neugliederung (Aachen-Gesetz) entstand die Gemeinde Hürtgenwald durch die Eingliederung von Vossenack am 1. Januar 1972 in ihrer jetzigen Größe. Bis zum Neubau des Rathauses in Kleinhau hatte die Gemeindeverwaltung noch in der Dürener Straße in Gey ihren Sitz.

## Politik
Ortsvorsteher des Ortes ist Paul Bolz (Stand: November 2017).

## Natur
Zu Beginn des 21. Jahrhunderts ist Gey als Grenzdorf des Naturparks Hohes Venn-Eifel um Touristen bemüht. Naturliebhaber finden hier einen Ausgangspunkt für noch wenig frequentierte Wanderwege durch den Hochwald rund um das Forsthaus Gey und Geyer Kreuz. Zugleich ist Gey Grenzgemeinde des Nationalparks Eifel.

## Wirtschaft und Verkehr
Noch um 1900 lebten die Einwohner hauptsächlich von der Landwirtschaft und vom Schieferabbau in der Nähe der Wehebachtalsperre.
Im Jahr 2009 wurde um Gey die Ortsumgehung B 399n gebaut, welche zu einer Verkehrsentlastung für den Ort geführt hat. Aus diesem Grund ist es zukünftig geplant, den Ort attraktiver zu gestalten. Dazu soll die ehemalige Trasse der B 399 in eine Dorfstraße umgewandelt werden.
Anfang des Jahres 2015 wurde in Gey ein Dorfauto als eines der ersten Carsharing-Angebote auf dem Land eingeführt.
Busse des Rurtalbus bedienen den Ort auf den AVV-Linien 286, SB 86 und N3b. Bis zum 31. Dezember 2019 wurde der Linienverkehr vom BVR Busverkehr Rheinland betrieben.
| Linie | Verlauf |
| ----- | --- |
| 286   | Düren Bf/ZOB – StadtCenter – Kaiserplatz – Rölsdorf – Birgel – Gey (– Horm / Straß) – Großhau – Kleinhau – (Brandenberg – Bergstein –) Hürtgen – Vossenack (– Schmidt)                            |
| SB86  | Schnellbus: Düren Bf/ZOB – StadtCenter – Düren Kaiserplatz – Birgel Alte Post – Gey – Großhau – Kleinhau – Hürtgen – Vossenack – Raffelsbrand – Lammersdorf – Paustenbach – Bickerath – Simmerath |
| N3b   | Nachtbus: nur in den Nächten Fr/Sa und Sa/So Düren Bf/ZOB → Kaiserplatz → Rölsdorf → Lendersdorf → Gey → Langenbroich → Obermaubach                                                               |

## Persönlichkeiten
- Arnold Poll (1925–2016), römisch-katholischer Priester
- Ansgar Graw (geb. 1961), Journalist und Publizist, wuchs in Gey auf